# Шеин, Пётр Максимович
Пётр Максимович Шеин (4 сентября 1901, Баланда, Саратовская губерния — 11 января 1987) — советский офицер, подполковник; участник Великой Отечественной войны, Герой Социалистического Труда, командир 84-го железнодорожного батальона.

## Биография
Родился в посёлке Баланда (с 1962 года город Калининск Саратовской области) в семье стеклодува. Украинец. В семье было одиннадцать детей. Со временем вся семья перебралась в Одессу, где отец трудился на стекольном заводе, а Пётр стал учеником слесаря в Одесских железнодорожных мастерских.
Участник Гражданской войны. В 1921 году добровольцем вступил в Красную Армию. Участвуя в разгроме петлюровских и белогвардейских банд на Украине, штурмовал Перекоп, где был трижды ранен. Вернувшись домой, продолжил свою трудовую деятельность в паровозном депо Вознесенск близ Одессы кочегаром, помощником машиниста, а потом и машинистом.
С 1932 года — в железнодорожных войсках, стал офицером.
С первых дней Отечественной войны участвовал в боях, на Западном фронте, где был серьёзно контужен, но остался в строю. Затем воевал на Сталинградском направлении. После гибели майора Жандарова принял командование 84-й железнодорожным батальоном, с котором прошёл до конца войны. С первого до победного дня со своим батальоном участвовал в Сталинградской битве.
Летом 1942 года батальону Шеина вёл заградительные работы на участке Панышино — Котлубань — Сарепта. На станции Сарепта после очередного налёта начался большой пожар, пламя было видно на пятнадцать километров. Среди других эшелонов горели составы с авиабомбами и горючим. На станцию был брошен 84-й батальон. Всю ночь бойцы работали в дыму, пламени, среди взрывов снарядов и бомб, спасали ценное военное имущество. Наутро движение поездов через Сарепту возобновилось.
В сентябре 1942 года Сталинградский железнодорожный узел перестал действовать. Железнодорожные части снимались с технического прикрытия порученных объектов и становился на рубежи обороны. 84-й железнодорожный батальон был направлен в распоряжение начальника Сталинградского гарнизона командира 10-й дивизии НКВД полковника А. Сараева для использования в обороне города.
Батальон был довооружён противотанковыми ружьями, станковыми и ручными пулемётами, гранатами, бутылками с горючей смесью, заменил видавшие виды винтовки автоматами, занял оборону в центре Сталинграда на опорных пунктах у площади Павших борцов революции, у Астраханского городского моста и у железнодорожного моста через реку Царица и Госэлеватора. Бойцы-железнодорожники упорно обороняли порученный им участок, пока в середине сентября их не сменили подразделения дивизии А. И. Родимцева.
Батальон Шеина получил новую боевую задачу: оборонять три песчаных острова — Голодный, Сарпинский и Купоросный. Враг мог использовать их как опорные пункты для окружения с Волги защитников Сталинграда. Противники против защитников этих островов стали использовать пикирующие бомбардировщики с завывающими сиренами, засылали диверсантов. Но бдительность бойцов батальона не уступала их мужеству и стойкости. Командование объявило благодарность всему личному составу батальона железнодорожников. Позднее все бойцы батальона были награждены медалью «За оборону Сталинграда».
Ещё шли бои по уничтожению окружённого противника, а батальон Шеина сняли с островов и после небольшого отдыха направили на восстановление железнодорожного участка Морозовская — Тацинская. Нужно было срочно восстанавливать разрушенные врагом железнодорожные пути в Донбасс, где вели наступление войска Юго-Западного фронта. С каждым часом расширяя полосу прорыва, наши войска занимали одну железнодорожную станцию за другой. Воины 84-го железнодорожного батальона вернулись к своему прямому делу.
Весной 1943 года батальон получил задачу восстановить Купянский узел и участок от Купянска на Чугуев. Линия Балашов — Поворино — Лиски — Валуйки — Купянск сыграла важнейшую роль в снабжении наших войск в ходе подготовки и проведения Курской битвы. Командования Степного фронта представило о награждении Петра Максимовича Шеина орденом Красного Знамени.
После освобождения Орла и Белгорода бойцы подполковника Шеина вслед за наступающими войсками возрождали железнодорожный путь к Днепру, а потом и на Правобережной Украине.
Указом Президиума Верховного Совета СССР от 5 ноября 1943 года «за особые заслуги в деле обеспечении перевозок для фронта и народного хозяйства и выдающиеся достижения в восстановлении железнодорожного хозяйства в трудных условиях военного времени» подполковнику Шеину Петру Максимовичу присвоено звание Героя Социалистического Труда с вручением ордена Ленина и золотой медали «Серп и Молот».
В декабре 1943 года в Кремле ему были вручены высокие награды родины, а в Наркомате путей сообщения — знак «Почётному железнодорожнику».
Осенью 1944 года отважного офицера направляют на курсы усовершенствования при Ленинградской военно-транспортной академии. В свой батальон он вернулся весной 1945 года и вместе с боевыми друзьями встретил День Победы.
После войны железнодорожный батальон Шеина был направлен на Урал, где вёл реконструкцию и капитальное восстановление железнодорожных путей близ Свердловска и Челябинска, а потом и на Омской железной дороге. Но сказались последствия тяжёлой контузии полученной в начале войны, и в 1952 году полковник Шеин был демобилизован с должности заместителя командира железнодорожной бригады.
Вернулся в Одессу. Работал на железной дороге, вёл большую общественную работу по организации и улучшению деятельности групп народного контроля на транспорте. Более активной его деятельности препятствовали прогрессирующая глаукома, начавшиеся перебои сердца и усиливающиеся головные боли. Скончался 11 января 1987 года.
Награждён орденами Ленина, Красного Знамени, Отечественной войны 1-й и 2-й степени, медалями.